# Karenz
Karenz är en kommun och ort i Landkreis Ludwigslust-Parchim i förbundslandet Mecklenburg-Vorpommern i Tyskland. 
Kommunen ingår i kommunalförbundet Amt Dömitz-Malliß tillsammans med kommunerna Dömitz, Grebs-Niendorf, Malk Göhren, Malliß, Neu Kaliß och Vielank.